# تازة كند (صائين)
تازة كند هي قرية في مقاطعة سراب، إيران. عدد سكان هذه القرية هو 48 في سنة 2006.